# Медаль «За сражение при Вазе»
«За битву при Вазе» (За Вазскую баталию) — медаль, которой награждались участники битвы у города Ваза в феврале 1714 года. Сражение произошло между наступавшими русскими войсками под командованием М. М. Голицына и шведскими войсками. На монетном дворе отчеканены 33 медали (6 полковничьих, 13 подполковничьих, 14 майорских). Медаль носилась на Андреевской ленте.
Медалью награждены только штаб-офицеры — от майора до полковника. Медаль имела на оборотной стороне надпись: «ЗА — ВАСКУЮ — БАТАЛИЮ — 1714 — ФЕВРАЛЯ — 19 ДНЯ».